# Класе, Эммануэль
Эммануэль Класе (исп. Emmanuel Clase, 18 марта 1998, Рио-Сан-Хуан) — доминиканский бейсболист, питчер клуба Главной лиги бейсбола «Кливленд Гардианс».

## Биография
Эммануэль Класе родился 18 марта 1998 года в городе Рио-Сан-Хуан в Доминиканской Республике. В январе 2015 года он в статусе международного свободного агента подписал контракт с клубом Главной лиги бейсбола «Сан-Диего Падрес». Сумма бонуса игроку составила 125 тысяч долларов. Первый сезон на профессиональном уровне он отыграл в Доминиканской летней лиге, проведя на поле 54 1/3 иннинга с пропускаемостью 1,99. За этот период скорость фастбола Класе выросла с 89 до 93 миль в час. Второй подачей в его арсенале был кервбол.
После переезда в США Класе выступал за команды фарм-системы «Падрес». По итогам первых двух сезонах его показатель пропускаемости составлял 5,23. Весной 2018 года его обменяли в «Техас Рейнджерс» на кэтчера Бретта Николаса. Класе доиграл сезон в составе «Спокан Индианс», сыграв 22 матча с показателем ERA 0,64. Чемпионат 2019 года он начал в команде «Даун Ист Вуд Дакс», затем его перевели на уровень AA-лиги. В 33 сыгранных матчах в составе «Фриско Рафрайдерс» эффективность отбивающих соперника против Класе составляла 23,6 %. В мае 2019 года он дебютировал за «Рейнджерс» в Главной лиге бейсбола. К концу сезона он вошёл в число тридцати самых перспективных молодых игроков системы клуба. В декабре 2019 года «Рейнджерс» обменяли Класе и аутфилдера Делайно Дешилдса в «Кливленд Индианс» на питчера Кори Клубера.
Весной 2020 года перед началом тренировочных сборов Класе получил травму правого плеча. После этого он сдал положительный тест на болденон и получил 80-матчевую дисквалификацию. В июле, когда было объявлено, что регулярный чемпионат будет сокращён до 60 матчей из-за пандемии COVID-19, срок дисквалификации был ограничен окончанием сезона.